# Grand Erg oriental
 (juin 2023).
Si vous disposez d'ouvrages ou d'articles de référence ou si vous connaissez des sites web de qualité traitant du thème abordé ici, merci de compléter l'article en donnant les références utiles à sa vérifiabilité et en les liant à la section « Notes et références ».
Le Grand Erg oriental  (arabe : العرق الشرقي الكبير) est un grand erg dans le désert du Sahara. Situé pour les neuf dixièmes de sa superficie dans les basses terres sahariennes du nord-est de l'Algérie, sa partie nord-est s'étend sur le territoire de la Tunisie et se prolonge sur la partie Nord-ouest de la Libye voisine.
Le Grand Erg oriental couvre 120 000 km2, soit 600 kilomètres d'est en ouest sur 200 kilomètres du nord au sud. Ses limites sont les monts du djebel Dahar (Tunisie) et la Hamada El Homr (Libye) à l'est, la Hamada de Tinrhert (Algérie) au sud, le plateau de Tademaït (Algérie) à l'ouest et le Chott el-Jérid (Tunisie) au nord.
Il est composé aux deux tiers de dunes dont les plus élevées peuvent atteindre 250 mètres de hauteur, et il est parsemé d'oasis dans ses limites septentrionales. En Tunisie, les principales sont Douz, Tozeur et Nefta, en Algérie El Oued et Touggourt.
Le Grand Erg oriental est le plus grand d'Algérie, l'autre, deux fois plus petit, est le Grand Erg occidental. Le plus grand erg du Sahara est sans doute le désert Libyque qui chevauche la frontière entre l'Égypte et la Libye.

## Environnement
Le Grand Erg oriental est généralement associé à l'oued Igharghar, une rivière généralement à sec et enterrée, avec un réseau non négligeable d'affluents qui, s'ils étaient remplis d'eau, se déverseraient vers le nord dans l'erg, à partir des montagnes du Hoggar au centre du Sahara. Pourtant, ces anciens lits de rivières à sec, apparemment inutiles sous les sables du désert, peuvent conserver la rare eau de pluie, l'emportant dans le sous-sol et la sauvant ainsi d'une évaporation « intense et presque instantanée » : 
« Le lit d'une rivière enterrée ne sert pas seulement dans certains cas à charrier au cœur du désert les eaux des pluies lointaines tombées en dehors du domaine du désert, mais les eaux des orages locaux sont récoltées et transportées rapidement dans les bassins alluviaux où elles sont absorbées et forment des réserves durables dans ses profondeurs. Le résultat est que la végétation qui survit est localisée le long des lits des oueds ou dans leurs bassins ; en fait, les mots oued et pâturage sont interchangeables dans la langue des nomades, qui résident habituellement dans de tels endroits »

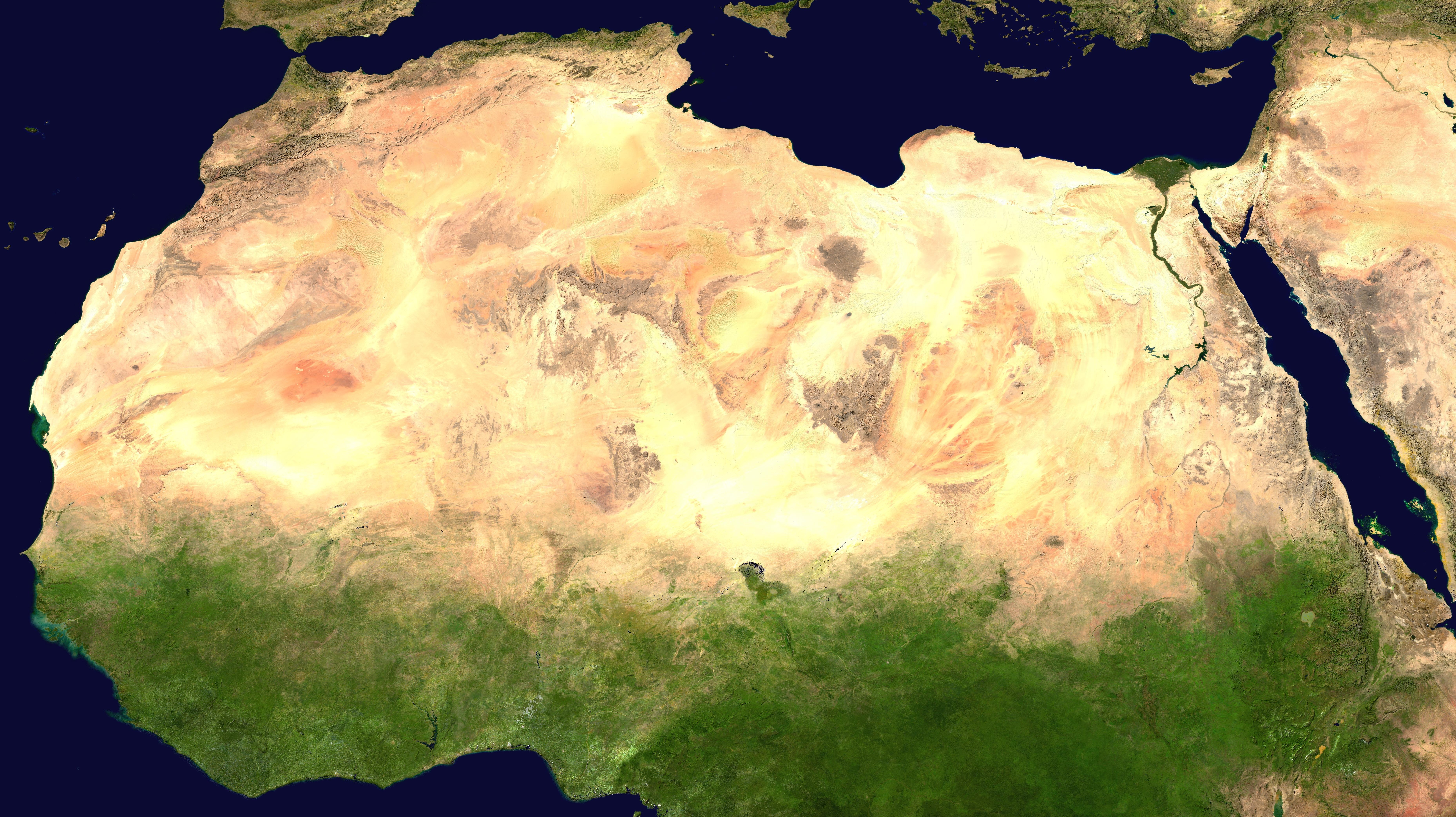
Image satellite du désert du Sahara : le Grand Erg oriental est une zone jaune clair en haut au centre.

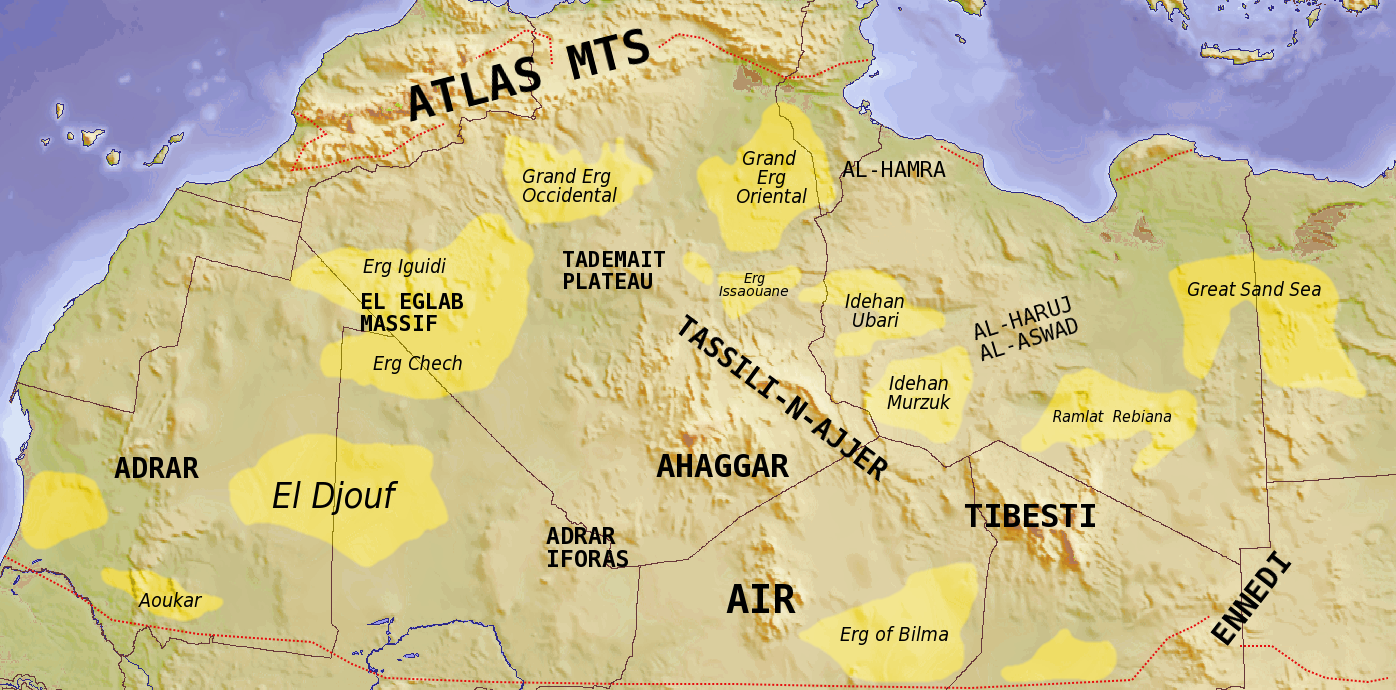
Topographie saharienne montrant le Grand Erg oriental en haut au centre.

Pour ces raisons et d'autres concernant l'écologie de l'eau dans le désert, le géographe et historien du Sahara, Émile-Félix Gautier, s'est référé au Grand Erg oriental comme « le grand Erg Igharghar ». En conséquence, l'humidité en surface, les pâturages saisonniers et les puits peuvent refléter les conditions invisibles sous les sables. Ce qui apparaît comme un erg totalement inhospitalier peut, à l'opposé, offrir ailleurs les fruits de « certains oueds enterrés ».
Au nord de l'erg, les montagnes des Aurès fournissent un ruissellement abondant. Ces eaux alimentent la nappe phréatique du Jérid, en dépit de sa surface couverte de chotts. Ici grandissent « les plus belles dattes de tout le Maghreb ». En hiver, les vents soufflent du nord-ouest et du nord, l'erg semblant « avoir été poussé sur ses versants est et sud-est » vers Ghadamès à la frontière libyenne.

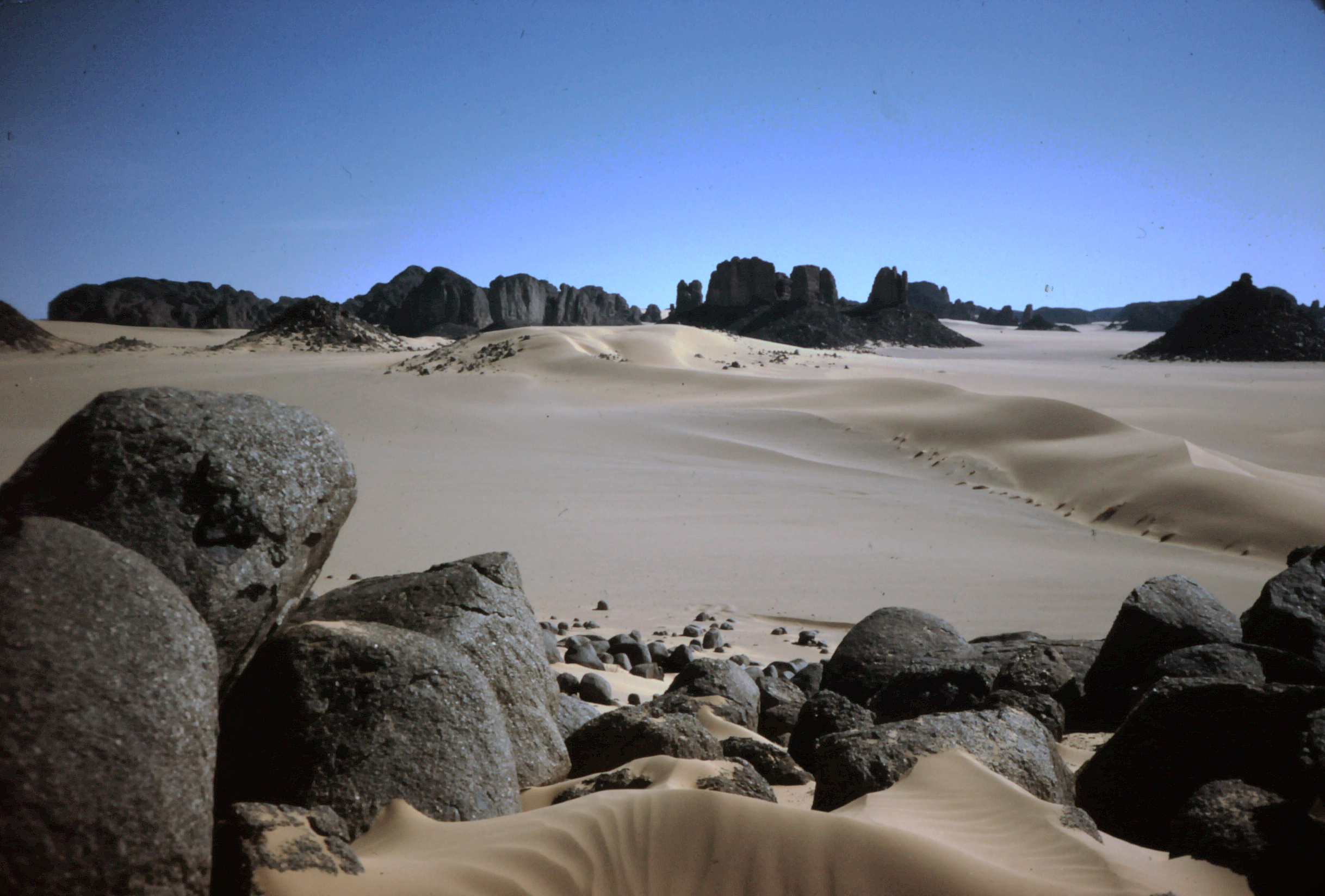
Pénétration des dunes à l'intérieur du Tassili n'Ajjer, grès fluviatile paléozoïque avec des blocs de granit à l'avant (1974).

Les vents, au fil du temps, balayent le sable du désert en tas qui, avec une quantité suffisante de sable, forment une série de collines. Dans certains types de dunes, la pente au vent est progressive, raide sous le vent, et de telles dunes peuvent « rouler » vers l'avant, soufflées dans la direction du vent. La végétation ne survit pas à la propagation du sable chaud et sec, sauf s'il y a de l'eau.
Les dunes longitudinales sont communes dans le désert du Sahara : ici les courants d'air forment des dunes parallèles à la direction dominante du vent. Ces dunes ont de longues lignes de crêtes acérées. Les vents de travers peuvent en modifier la hauteur ou la largeur, avec une pente plus abrupte des deux côtés. Les dunes longitudinales peuvent ainsi former de longues rangées dont les lignes de crête parallèles suivent la direction du vent. 
Il existe d'autres types de dunes, ainsi que des dunes « complexes ». Les vents sahariens sont également connus pour nettoyer une zone de son sable, ne laissant que la roche nue (hamada) ou du gravier (reg).

## Infrastructures
Le Grand Erg oriental est accessible par une route algérienne, qui se dirige vers le sud depuis Constantine, passant d'abord par les montagnes des Aurès, puis les chotts près de la ville de Biskra (200 000 habitants). Cette route longe ensuite la bordure ouest de l'erg.
Après environ 500 kilomètres, elle atteint l'ancienne oasis d'Ouargla. Depuis l'Antiquité tardive, Ouargla est une halte pour le commerce transsaharien, en raison de sa situation le long d'une route de plusieurs milliers de kilomètres pour les caravanes circulant entre la Méditerranée et le Sahel et traversant le désert. Capitale du Mzab, une entité politique ibadite issue de l'entité politique rostémide, à la fin du Moyen Âge, elle est aujourd'hui une ville moderne de taille moyenne (129 000 habitants) et un chef-lieu de wilaya ; son économie est centrée sur l'industrie pétrolière. La route passe ensuite à travers d'autres oasis. Au nord d'Ouargla se trouve Touggourt (153 000 habitants), où les palmiers-dattiers sont cultivés dans une perspective commerciale. Elle était le siège d'un sultanat des XVIIIe-XIXe siècles et une oasis au nord de cette route du commerce transsaharien,. Les villes d'Ouargla et Touggourt se situent en dehors des limites occidentales de l'erg. À proximité, à l'intérieur de ses limites reconnues, le Grand Erg oriental a été « pratiquement vidé des dunes », à l'évidence en raison de vents forts et persistants.
Au sud d'Ouargla, sur cette même route, se trouve Hassi Messaoud, située dans le Grand Erg oriental. Petit village saharien jusqu'à récemment, elle s'est considérablement développée en raison de la découverte de pétrole en 1956. Une raffinerie de pétrole a depuis été construite, et la ville (60 000 habitants) est maintenant desservie par un aéroport international. Une route désertique partant vers l'est depuis Hassi Messaoud se poursuit à travers le Grand Erg oriental, en passant par un puits nommé Bordj Sif Fatima, vers la petite cité de Ghadamès à la frontière algéro-libyenne. Une autre route de meilleure qualité part vers le sud depuis Hassi Messaoud, traversant également le Grand Erg oriental, passe par un puits nommé Hassi Tartrat avant d'atteindre la limite de l'erg. Plus au sud se trouvent les montagnes du Hoggar.
Le pétrole et d'autres hydrocarbures sont extraits en Algérie, à l'intérieur et autour du Grand Erg oriental. En plus du pétrole d'Ouargla et Hassi Messaoud, il existe d'autres sites algériens comme In Salah, une ville (44 000 habitants) au sud-ouest de l'erg produisant du gaz naturel, El Adeb Larache, Edjeleh, Tingentourine et Zarzaïtine (au sud de l'erg et à proximité de la Libye). Le plus grand champ de gaz naturel de l'Algérie est proche de Ghardaïa, à l'ouest de Touggourt. Des gazoducs ont été construits vers le port méditerranéen de Béjaïa au nord, et plus tard vers le nord-est par la Tunisie,.
Le long de la bordure nord du Grand Erg oriental, l'écologie physique et la culture humaine survivant depuis des temps reculés forment un continuum. De Biskra en Algérie, à travers les Aurès, cette région s'étend à l'est jusqu'au Jérid tunisien. Il s'agit d'une zone de basse altitude parsemée de chotts et d'oasis occasionnelles, où on trouve une culture intensive de dizaines de milliers de palmiers-dattiers,. Entre Biskra et le Jérid, mais un peu plus au sud, se trouve El Oued, une ville algérienne de taille moyenne (139 000 habitants), agrémentée de dômes et d'arches typiques de l'architecture saharienne. Cette oasis est située à environ 100 kilomètres à l'est de Touggourt, à la frontière nord de l'erg. La ville est alimentée en eau par une rivière souterraine.
En Tunisie, au sud du port de Gabès, dans le voisinage de la bordure nord-est du Grand Erg oriental, il existe un certain nombre de localités berbères. De là, une route mène vers le sud, le long de la frontière tuniso-libyenne et des dunes des limites orientales de l'erg, se terminant à Borj el-Khadra, une oasis près de Ghadamès.

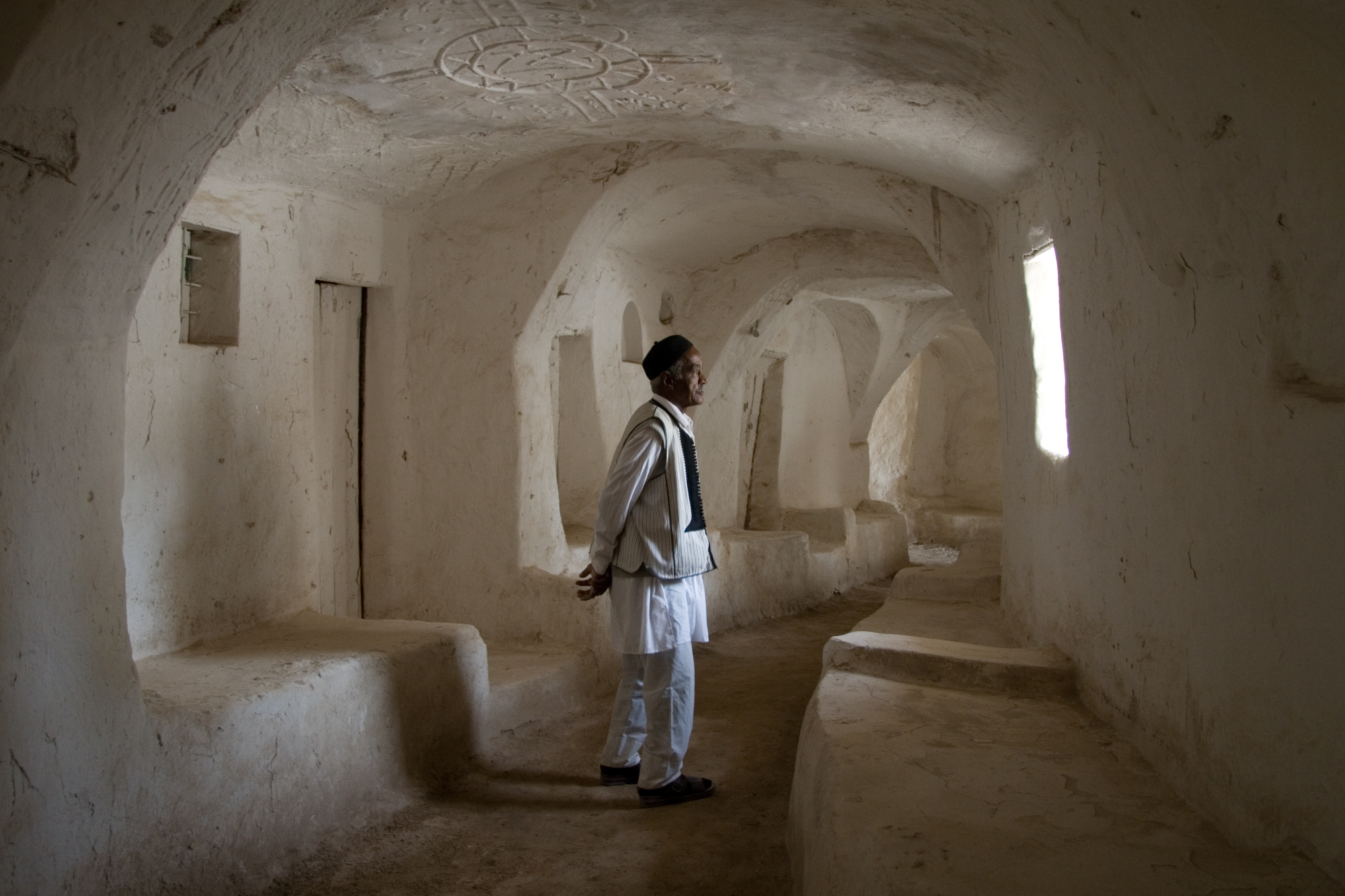
Maison à Ghadamès en Libye, près de la limite sud-est de l'erg

Là où les frontières de l'Algérie, de la Tunisie et de la Libye se rencontrent se trouve l'oasis libyenne de Ghadamès (7 000 habitants), située à proximité de la bordure sud-est de l'erg. Les Berbères touaregs (un peuple provenant du centre du Sahara) composent la majorité de ses habitants. Cette oasis était connue par l'Égypte antique, et plus tard par Carthage et Rome, sous le nom de Cydamus,. Une route y conduit depuis Tripoli sur la côte méditerranéenne. L'architecture historique du Sahara que l'on retrouve dans son ancienne ville a reçu une reconnaissance internationale en étant inscrite au patrimoine mondial de l'Unesco.
En Algérie, l'aéroport d'Hassi Messaoud - Oued Irara - Krim Belkacem accueille quelques vols internationaux mais également des vols intérieurs. L'aéroport d'Ouargla - Aïn Beida accueille un nombre limité de vols internationaux et intérieurs. Au nord de l'erg, l'aéroport d'El Oued - Guemar, situé à vingt kilomètres d'El Oued, accueille uniquement des vols intérieurs, tout comme l'aéroport de Ghadamès (en) en Libye. En Tunisie, l'aéroport international de Djerba-Zarzis accueille aussi bien des vols internationaux qu'intérieurs ; il est cependant situé à plus de 100 kilomètres au nord de la lisière du Grand Erg oriental.